# RuSHA суђење
RuSha суђење, званично САД против Улриха Грејфелта и др. (The United States of America vs. Ulrich Greifelt, et. al) (20. октобар 1947.– 10. март 1948) је било суђење против 14 оптужених званичника СС-а одговорних за спровођење нацистичког програма расне чистоте (Rasse- und Siedlungshauptamt – RuSHA). Оптуженима је на терет стављано да су кроз овај програм извршили ратне злочине и злочине против човечности, кроз дела као што су киднаповања, прогони, насилни абортуси, пресељавања становништва и друго, као и чланство у криминалној организацији СС-у.
Суђење је одржано пред Војним трибуналом I - судије Волтер Билс, Харолд Себринг и Џонсон Крофорд, Виктор Сверинген као замена.
Тринаесторица оптужених осуђена су на затворске казне различите дужине (једна доживотна), један оптужени је ослобођен.